# Borghese di Piero Borghese
Pour les articles homonymes, voir Pietro Borghese.
Borghese di Piero Borghese ou Pietro Borghese (Pise, 1397 - actif jusqu'en 1463) est un peintre italien qui a  travaillé dans sa ville natale et à Lucques comme les autres membres de sa famille, associé à l'école florentine.

## Biographie
Borghese di Piero Borghese est actif à Pise entre 1420 et 1429, puis à Lucques où il devient citoyen de la ville, documenté en 1447. Il est probablement mort en 1463 ou 1464.
Initialement décrit comme Maître des Saints Cyr et Juliette (Santi Quirico e Giulitta), travaillant vers 1420-1430, il a été reconnu être « Borghese di Piero Borghese » en 1965 par Roberto Longhi  d'après trois scènes d'une prédelle relatant le Martyre de ces deux saints du  Courtauld Institute Galleries de Londres.

## Œuvres
- Les Saints Cyr et Juliette, Courtauld Institute Galleries,  Londres.
- Deux Saints évêques (Saint Augustin et saint Nicolas ?) panneau de 106 cm de hauteur sur 4 4 cm de largeur probablement d'un triptyque. Exposition : Marseille, Musée Cantini, 1952.
- Saint Jean l'évangéliste et saint Étienne et  Sainte Barbe et sainte Lucie, panneaux de polyptyque, Musée du Petit Palais (Avignon).
- La Trinité avec un donateur et saint Jean-Baptiste et un autre homme (saint Pierre ?).
- Crucifix peint, musée de la Villa Guinigi, Lucques.